# Рівненський район
Рівненський район — район Рівненської області в Україні, утворений 2020 року. Адміністративний центр — місто Рівне. Площа — 7216,6 км² (36% від площі області), населення — 632,4 тис. осіб (2020).
До складу району входять 26 територіальних громад.

## Історія
Район створено відповідно до постанови Верховної Ради України № 807-IX від 17 липня 2020 року. До його складу увійшли: Рівненська, Острозька, Березнівська, Здолбунівська, Корецька, Костопільська міські, Соснівська, Гощанська, Мізоцька, Клеванська селищні, Малинська, Бабинська, Бугринська, Здовбицька, Великомежиріцька, Головинська, Деражненська, Малолюбашанська, Білокриницька, Великоомелянська, Городоцька, Дядьковицька, Зорянська, Корнинська, Олександрійська, Шпанівська сільські територіальні громади.
Раніше територія району входила до складу Рівненського (1940—2020), Острозького, Березнівського, Здолбунівського, Корецького, Костопільського, Гощанського районів, ліквідованих тією ж постановою.